# Halosydna muelleri
Halosydna muelleri är en ringmaskart som först beskrevs av Grube 1856.  Halosydna muelleri ingår i släktet Halosydna och familjen Polynoidae. Inga underarter finns listade i Catalogue of Life.